# Зноско-Боровский, Сергей Александрович
Серге́й Алекса́ндрович Зноско-Боро́вский (1879 — 1911) — российский шахматист и организатор шахматного движения.

## Биография
После окончания юридического факультета Санкт-Петербургского университета служил чиновником в Учёном комитете Министерства народного просвещения и одновременно преподавал в Ларинской и 10-й гимназиях. Автор ряда статей по уголовному праву и выдержавшего несколько изданий учебника по законоведению. Являлся казначеем (1904 — 1907, 1911), вице-председателем (1908) и председателем (1909 — 1910) правления Санкт-Петербургского шахматного собрания, и шахматистом I категории. Печатался в «Шахматном обозрении», автор статьи «К вопросу об организации Всероссийского шахматного союза». Один из организаторов и участник столичного турнира 1909 года. В 1911 году был проведён Всероссийский шахматный турнир посвящённый его памяти.

## Семья
- Сестра — Надежда Александровна, актриса, была замужем за писателем Сергеем Абрамовичем Ауслендером.
- Брат — Евгений Александрович (1884—1954), русский шахматист, шахматный теоретик и литератор, драматург, критик.
  - Племянник — Кирилл Евгеньевич Зноско-Боровский (1912—1966), писатель (псевдоним Эдмон Кари), активный деятель Французской коммунистической партии.